# Zachaeus anatolicus
Zachaeus anatolicus is een hooiwagen uit de familie echte hooiwagens (Phalangiidae).